# Gigi Caciuleanu
 (mai 2023).
La mise en forme du texte ne suit pas les recommandations de Wikipédia : il faut le « wikifier ».
Les points d'amélioration suivants sont les cas les plus fréquents. Le détail des points à revoir est peut-être précisé sur la page de discussion.
- Les titres sont pré-formatés par le logiciel. Ils ne sont ni en capitales, ni en gras.
- Le texte ne doit pas être écrit en capitales (les noms de famille non plus), ni en gras, ni en italique, ni en « petit »…
- Le gras n'est utilisé que pour surligner le titre de l'article dans l'introduction, une seule fois.
- L'italique est rarement utilisé : mots en langue étrangère, titres d'œuvres, noms de bateaux, etc.
- Les citations ne sont pas en italique mais en corps de texte normal. Elles sont entourées par des guillemets français : « et ».
- Les listes à puces sont à éviter, des paragraphes rédigés étant largement préférés. Les tableaux sont à réserver à la présentation de données structurées (résultats, etc.).
- Les appels de note de bas de page (petits chiffres en exposant, introduits par l'outil «  Source ») sont à placer entre la fin de phrase et le point final[comme ça].
- Les liens internes (vers d'autres articles de Wikipédia) sont à choisir avec parcimonie. Créez des liens vers des articles approfondissant le sujet. Les termes génériques sans rapport avec le sujet sont à éviter, ainsi que les répétitions de liens vers un même terme.
- Les liens externes sont à placer uniquement dans une section « Liens externes », à la fin de l'article. Ces liens sont à choisir avec parcimonie suivant les règles définies. Si un lien sert de source à l'article, son insertion dans le texte est à faire par les notes de bas de page.
- La présentation des références doit suivre les conventions bibliographiques. Il est recommandé d'utiliser les modèles {{Ouvrage}}, {{Chapitre}}, {{Article}}, {{Lien web}} et/ou {{Bibliographie}}. Le mode d'édition visuel peut mettre en forme automatiquement les références.
- Insérer une infobox (cadre d'informations à droite) n'est pas obligatoire pour parachever la mise en page.

Pour une aide détaillée, merci de consulter Aide:Wikification.
Si vous pensez que ces points ont été résolus, vous pouvez retirer ce bandeau et améliorer la mise en forme d'un autre article.
Gigi Caciuleanu (né Gheorghe Căciuleanu à Bucarest le 13 mai 1947) est un danseur et chorégraphe français d'origine roumaine.

## Débuts
Gigi Caciuleanu commence la danse à l'âge de 4 ans à Bucarest. A 9 ans, il est reçu à l’École nationale supérieure de chorégraphie, où, à l’âge de 14 ans, il découvre la danse contemporaine avec Miriam Răducanu, figure d’avant-garde de la nouvelle danse roumaine. Dès l'obtention de son diplôme, il est engagé dans le corps de ballet de l'Opéra de Bucarest, où la même année, il devient soliste. Sélectionné parmi les jeunes artistes de sa génération, il est envoyé à Moscou pour un stage de perfectionnement au Théâtre Bolchoï, ce qui lui permettra d'aborder aussi bien des rôles du répertoire que des partitions contemporaines créées spécialement pour lui (Le Mur, L’amour médecin, Un américain à Paris, Petrouchka…). Tout en approfondissant son approche de la danse contemporaine, il participe, à l’initiative de Margareta Niculescu, la directrice du Théâtre Țăndărică de Bucarest, à la série des spectacles-culte Nocturnes 9 ½ créés par Miriam Răducanu, répertoire avec lesquels ils se produiront dans de nombreux festivals internationaux.
En 1970, il obtient le Prix de Chorégraphie au Concours international de ballet de Varna. En 1971 et 1972, il remporte, deux années de suite, le Premier prix du Concours international de  chorégraphie de Cologne.

## Trajectoire de chorégraphe
Trajectoire de chorégraphe

Après avoir été engagé, en 1973, par Pina Bausch, comme professeur invité et chorégraphe pour sa compagnie d’Essen-Werden, il s'installe en France et fonde, avec l’appui de Rosella Hightower, "Le Studio de Danse Contemporaine" auprès du Grand Théâtre de Nancy, avec lequel il gagne, à Paris, en 1974 le 1er prix de compagnie au Concours chorégraphique international de Bagnolet à la suite de quoi il est nommé directeur du ballet du Grand Théâtre de Nancy et danseur étoile de la troupe. Il inaugure, toujours avec l’appui de Rosella Hightower, le Festival "Danse dans la rue" à Aix-en-Provence et les Rencontres chorégraphiques à l'abbaye des Prémontrés de Pont-à-Mousson. Il est membre, depuis sa création, du Conseil International de la danse (CID) dans le cadre de l’Unesco. En 1977 la compagnie de danse du Grand Théâtre devient le Ballet de Nancy.
Entre 1978 et 1993, il dirige, aux côtés de Dan Mastacan, (acteur, metteur en scène, light designer, scénographe : https://www.youtube.com/watch?v=N9arzIzFyPY) le Centre chorégraphique national de Rennes et de Bretagne et, avec le répertoire qu’il crée, dans ce cadre, pour son "Théâtre chorégraphique", il tourne dans le monde entier (Europe, Asie, Amériques…). Durant cette période, il reçoit la distinction de Chevalier des Arts et des Lettres (1984). En 1994, il fonde (toujours aux côtés de Dan Mastacan) à Paris, avec l’appui du Ministère de la Culture, la compagnie portant son nom, avec laquelle il tourne sur les scènes françaises et internationales.
Depuis 2001 et jusqu’à la fin 2012, sans abandonner son travail en France, il est directeur du Ballet national chilien (El Banch) tout en étant invité comme chorégraphe par de nombreuses compagnies (Turin, Montevideo, Tel-Aviv, Bahia Blanca, São Paulo…). En 2002, la Roumanie le décore avec le titre de Chevalier dans sa plus haute distinction, la médaille de l'Ordre de l'Étoile de Roumanie. En 2005 il fonde, à Bucarest, la Gigi Caciuleanu Romania Dance Company sous l’égide de la Fondation Art Production.
Avec plus de 250 chorégraphies à son actif, Gigi Caciuleanu fait partie de plusieurs jurys au sein de grandes compétitions: le Concours international de danse de Nagoya, les Concours Eurovision des Jeunes Danseurs à Gdansk et Varsovie, le Concours international de danse de Paris, les Jeux de la Francophonie à Paris, les concours de Spoleto, Péruse, Trévise…

## Publications
- 2002 – CARTEA JUNGLEI X (Le livre de la Jungle X) édité par le Théâtre ARIEL, Târgu Mureș, Roumanie.
- 2002 – VENT, VOLUMES, VECTEURS (Un traité de CHOREOSOPHIE) édité par la Faculté des Arts de l’Université de Chili ; traduit en Français, et Italien (édition on line : LULU, France) ; traduit en Roumain et publié en 2008 aux Éditions "Curtea Veche".
- 2009 – STR. REVOLUTIEI.89 (La rue de la révolution. 89), ouvrage collectif, Éditions POLIROM, Roumanie.
- 2015 – EL LIBRO DE LA DANZA URUGUAYA (Le livre de la danse uruguayenne) publication collective, Montevideo.
- 2016 – MIROIRS (poèmes si dessins), Éditions VELANT, Bucarest, Roumanie.
- 2018 – EL LIBRO DE LA DANZA CHILENA (Le livre de la danse chilienne), publication collective, Santiago de Chili.
- 2019 – Alchimia DansActorului (L’alchimie du DansACTeur) Éditions UNITER (l’Union des théâtres de Roumanie).
- 2020 – AZUL DE LISBOA (Azur de Lisbonne) publication collective, Éditions Almedina, Portugal.
- 2020 – NOM D’UN NOM D’UN P’TIT BON NOM et PAROLES-CAILLOUX (Poésie et dessins), Éditions Sydney Laurent, Paris.

Depuis 2008 et jusqu’à ce jour, ses textes poétiques (en français, roumain et souvent également en espagnol, anglais, italien, russe…), accompagnés de ses dessins ou photos apparaissent de manière hebdomadaire dans la revue en ligne : liternet.ro (https://www.liternet.ro/autor/169/Gigi-Caciuleanu.html).
En 2017, les Éditions de l’Institut Culturel Roumain &amp; NEMIRA, publient, en français, roumain et anglais, un beau-livre retraçant sa vie artistique. Auteur : Ludmila Patlanjoglu, Professeur des universités, Président honoraire de l&#39;Association Internationale des Critiques de Théâtre: “Gigi Caciuleanu - L’hommeDanse” (OmulDans / DanceMan) ( https://www.critical-stages.org/18/gigi-caciuleanu-the-dance-man/ )

## Médailles et décorations
- 1984 : Chevalier dans L’ORDRE DES ARTS ET DES LETTRES - Paris / France.
- 2002 : La décoration Roumaine STEAUA ROMANIEI (L’ÉTOILE DE ROUMANIE) avec le grade de Chevalier – Bucarest.
- 2012 : La MEDAILLE RECTORALE de l’Université de Chili – Santiago.

## Œuvres (liste non exhaustive),,

## Œuvres(liste non exhaustive)[1],[2],[3]

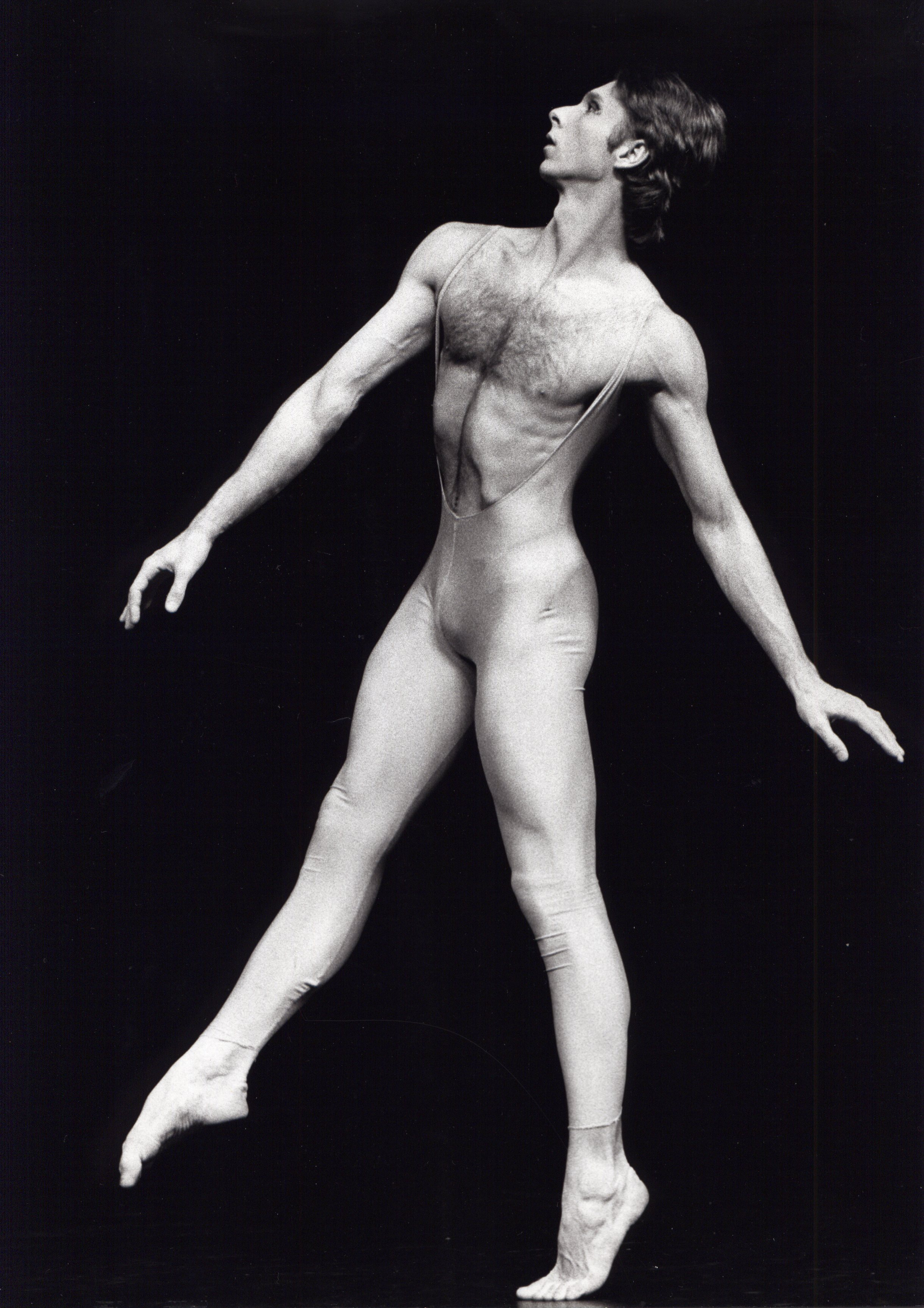

- 1970 : Mess Around (1erprix au concours de danse de Varna)
- 1971 : Voices (1er prix au concours chorégraphique de Cologne)
- 1972 : Shadow of Candles (1er prix au concours chorégraphique de Cologne)
- 1974 : Joie (1er prix au concours de Bagnolet)
- 1978 : Le sacre du printemps
- 1981 : Les quatre saisons[4],[5]
- 1987 : Il Trovatore[6],[7]
- 1989 : Saxographie[8],[9]
- 1991 : Mozartissimo[10]
- 1992 : La Folle de Chaillot[11] pour Maïa Plissetskaïa, Paris, Espace Cardin
- 1995 : Ma nuit avec Nijinski[12]
- 1997 : Dans sa fuite Éléonore
- 2000 : Requiem (musique : Giuseppe Verdi)
- 2001 : Jungle X
- 2001 : Gente
- 2002 : Cuerpos
- 2002 ou 2003 : Paris-Santiago
- 2003 : A la alegria (musique : Neuvième Symphonie de Ludwig van Beethoven)
- 2003 : Carmina Burana
- 2004 : Carne de Aire
- 2005 : Noche Bach
- 2006 : Simfonia Fantastica
- 2007 : OuiBaDa

- 2009 : Oratorio de Navidad (musique : Jean-Sébastien Bach)
- 2012 : D'ale noastre
- 2013 : Mozart Steps
- 2014 : Folia, Shakespeare & co
- 2015 : Vivaldi et les Saisons
- 2015 : Amor amores
- 2015 : Imagine all the people
- 2015 : Fabrika
- 2015 : OUF ou Une minute de danse
- 2016 : L'Om DAdA
- 2017 : #EmojiPlay
- 2017 : Eine Kleine Nachtmusik
- 2019 : On The Roof
- 2020 : Jungla TéVé
- 2021 : KiRiTzA